# Chamois Niortais Football Club
El Chamois Niortais, también conocido simplemente como Niort, fue un club de fútbol de la ciudad francesa de Niort. Fue fundado en 1925, e integra el Championnat National, la tercera categoría del fútbol del país.

## Historia

### Fundación y primeros años
Tras la Primera Guerra Mundial, el propietario de una fábrica de cuero local, Theophile Boinot, estableció el primer club deportivo en Niort al que llamó  Amicale Club Niortais. Poco después, se fundó la sección de fútbol del club con el nombre de Étoile Sportive Niortaise. En 1923, muchos jugadores fueron reclutados en el ejército francés. En 1925, varios de los jugadores regresaron a la ciudad y el hijo de Boinot, Charles, estableció el primer equipo de fútbol en la ciudad con el nombre Chamois Niortais Football Club.
La primera temporada, el presidente del club fue Jean Gavaggio, ingeniero químico de la fábrica de Boinot. Georges Poussard, trabajador de la fábrica, fue nombrado primer secretario del club. El equipo original compitió en el campeonato regional de la Ligue de Charentes.En 1929, el futbolista suizo Franchina fue nombrado primer entrenador del club y se eligió el primer comité.A lo largo de la década de 1930, el club continuó creciendo en jugadores y miembros, a pesar de que el equipo se desempeñó relativamente mal en la liga.
Para la temporada 1932-1933, Chamois Niortais se unió al DH Centre-Ouest , el nivel más alto del fútbol regional en Francia, y terminó octavo en su primera temporada. El equipo logró resultados consecutivos de sexto y séptimo lugar en las dos próximas temporadas, antes de ser relegado a la Promoción de Honor en 1936. El equipo jugó en la división durante tres temporadas, hasta que consiguió el ascenso de nuevo al DH Center-Ouest. al final de la campaña de 1938-1939. [4] En 1939, Joseph Boinot fue nombrado presidente del club. Al año siguiente, el club dio un gran golpe con el fichaje del internacional checoslovaco Ferdinand Faczinek , que jugó en el club durante una temporada antes de trasladarse aFC Sète al final de la campaña 1940-1941, tras lo cual la Segunda Guerra Mundial detuvo el fútbol competitivo durante dos años en Francia. En 1943, el club fue uno de los miembros fundadores de la Championnat de France amateur (CFA), el nivel más alto del fútbol amateur en Francia. [4]

## Jugadores

### Futbolistas importantes que han formado parte del club
| - Jimmy Algerino - Azzedine Amanallah - Franck Azzopardi - Joël Bossis - Régis Brouard - Émerick Darbelet - Mahamadou Dissa - David Djigla - Andé Dona Ndoh - Damián Facciuto - Armindo Ferreira - Karim Fradin - Frédéric Garny - Juan Andrés Larré | - David Le Frapper - Péguy Luyindula - Grégory Malicki - Walquir Mota - James Obiorah - Arnold Oosterveer - Jacques-Désiré Périatambée - Bertrand Piton - Emiliano Sala - Faiz Selemani - Olivier Tébily - Carl Tourenne - Philippe Violeau - Thibaut Vion |

## Palmarés

### Torneos nacionales
- Ligue D3 (2): 1985, 1992
- Championnat National (1): 2005-06
- Subcampeón del Championnat National (1): 2011-12
- Subcampeón de la Ligue 2 (1): 1986-87